# Borghetto Lodigiano
Borghetto Lodigiano là một đô thị ở tỉnh Lodi trong vùng Lombardia, cách khoảng 40 km về phía đông nam của Milano và khoảng 11 km south of Lodi. Tại thời điểm 31 tháng 12 năm 2004, đô thị này có dân số 3.916 người và diện tích là 23.6 km².
Đô thị Borghetto Lodigiano bao gồm các frazioni (các đơn vị trực thuộc, chủ yếu là thôn làng) Casoni, Fornaci, Panigada, Pantiara, and Proprio e Vigarolo.
Borghetto Lodigiano giáp các đô thị: Ossago Lodigiano, Villanova del Sillaro, Brembio, Graffignana, Livraga, San Colombano al Lambro.